# エルストン・トレヴァー
エルストン・トレヴァー（エレストン・トレーバー、Elleston Trevor, 旧名：トレヴァー・ダドリー＝スミス、Trevor Dudley-Smith, 1920年2月17日 - 1995年7月21日）はイギリスの小説家。アダム・ホール（Adam Hall）、サイモン・ラトレイ（Simon Rattray）、ハワード・ノース（Howard North）、ロジャー・フィッツアラン（Roger Fitzalan）、マンセル・ブラック（Mansell Black）、トレヴァー・バージェス（Trevor Burgess）、ワーウィック・スコット（Warwick Scott）、シーザー・スミス（Caesar Smith）、レスリー・ストーン（Lesley Stone）など複数のペンネームを持ち、ジャンルも様々である。代表的な作品にはエルストン・トレヴァー名義の冒険小説『飛べ!フェニックス』、アダム・ホール名義の冷戦期のスパイ小説「英国情報部員クィラー（Quiller）」シリーズなどがある。

## 生涯
トレヴァー・ダドリー＝スミスとして、ケントのブロンリー（Bromley）に生まれる。スペイン、フランスを経て、1973年にアメリカ合衆国に移り、アリゾナ州フェニックスに住む。結婚し息子が一人。空手の達人でもあった。

## 作品

### エルストン・トレヴァー名義
『飛べ!フェニックス』は1964年に出版され、翌1965年にはロバート・アルドリッチ監督、ジェームズ・ステュアート主演で映画化された。2004年にもリメイクされている（日本公開題：『フライト・オブ・フェニックス』）。
他には『迎撃―メッサーシュミットを叩け! 』1955年、『大暴風』1956年、『The Billboard Madonna』（1961年）、コアラのウンパス（Wumpus）、ペンギンのフリップ・フラップ（Flip Flap）が登場する児童書（『Wumpus』1945年、『More about Wumpus』1947年）などがある。

### アダム・ホール名義
「クィラー」シリーズは、「存在しない」政府部局のために（通常単独行動で）働く一匹狼の有能なスパイの冒険を描いたシリーズである。クィラーという名前は、サー・アーサー・クィラー＝クーチから取られており、本名ではないという設定である。クィラーはジェームズ・ボンドとジョン・ル・カレの冴えないが狡猾なスパイたちの中間にいる。クィラーは熟練したドライバー、パイロット、ダイバー、言語学者であるが、銃は携帯していない。シリーズはとても様式化されていて、スパイの駆け引きとプロの交渉の緊張感ある描写、章と章の間のびっくりするようなジャンプ・カット、時に自己憐憫的な深い内面のモノローグが特徴である。第1作『不死鳥を倒せ（The Berlin Memorandum, アメリカ版タイトル：The Quiller Memorandum）』（1965年）はアメリカ探偵作家クラブのエドガー賞 長編賞を受賞し、1966年にはジョージ・シーガル、アレック・ギネス主演でアメリカ合衆国で映画化され（『さらばベルリンの灯』）、1975年にはマイケル・ジェイストン（Michael Jayston）主演でイギリスでテレビ・シリーズ化された。
クィラー・シリーズの2作目以降は次の通り。
- 第9指令（The 9th Directive, 1966年）
- ストライカー破壊計画を追え（The Striker Portfolio, 1968年）
- The Warsaw Document（1971年）
- 暗号指令タンゴ（The Tango Briefing, 1973年）
- The Mandarin Cypher（1975年）
- The Kobra Manifesto（1976年）
- ミグ戦闘機突入せよ（The Sinkiang Executive, 1978年）
- さそりはモスクワに潜入した（The Scorpion Signal, 1979年）
- 北京暗殺団をつぶせ（The Peking Target, 1981年）
- ノースライト諜報作戦（Quiller/Northlight, 1985年）
- Last Rites（1986年） - 短編。
- ケシ畑で死ね!（Quiller's Run, 1988年）
- 暗殺!ゴルバチョフ（Quiller KGB, 1989年）
- Quiller Barracuda（1990年）
- Quiller Bamboo（1991年）
- Quiller Solitaire（1992年）
- Quiller Meridian（1993年）
- Quiller Salamander（1994年）
- Quiller Balalaika（1996年）

アダム・ホール名義の作品では他に、サン・ドミンゴ海岸での謎の飛行機墜落事故の真相を暴く『The Volcanoes of San Domingo』がある。

### サイモン・ラトレイ名義
サイモン・ラトレイ名義では、アガサ・クリスティのエルキュール・ポワロに似たヒューゴ・ビショップを主人公にした推理小説を、『Knight Sinister』（1951年）から1957年までに全5作書いている。